# معركة قطية
معركة قطية (بالإنجليزية: Battle of Katia)‏ هي معركة وقعت شرق قناة السويس شمال جسر سكك حديد الفردان بسيناء بالقرب من قطية، مصر وذلك في 23 أبريل 1916 كجزء من حملة قناة السويس وفلسطين وذلك خلال أحداث الحرب العالمية الأولي وشارك بالمعركة قوات الدولة العثمانية بقيادة الألماني كريس فون كرسنشتاين من جانب وقوات المملكة المتحدة من جانب آخر وانتهت المعركة بانتصار قوات الدولة العثمانية.